# تيتسو إينادا
تيتسو إينادا (稲田徹 إينادا تيتسو) هو مؤدي أصوات ياباني ولد في 1 يوليو 1972 في هاتشيوجي.

## أدواره في التوكوساتسو
- ألترامان نكسس - دارك فاوست

## أدواره في الأنمي

### مسلسلات أنمي تلفزيونية
- تسوباسا كرونيكل - كوروغاني
- كوباتو. - إيوريوغي، كوروغاني
- ساموراي 7 - غوروبي
- بليتش - ساجين كومامورا، لاف آيكاوا
- تيرن إيه جاندام - هاري أورد
- غانكوتسوؤو - ماكسيميليان موريل
- البدلة المتنقلة جاندام 00 - باراك زينين
- ون بيس - ريتشي، باتي، العميد بودينغ بودينغ، بروغي، مستر 1/داز بونس، جيزس برغيس، تايلستون
- ترينيتي بلاد - بيترو
- إينوياشا - مانتين، موكوتسو
- المقيم الأبدي - فوسانو كينئي
- دراغون بول كاي - نابا
- خيميائي الفولاذ: فل ميتال ألكيميست - روا
- غا-راي زيرو - كوجي إيواهاتا
- أسطول الزجاج - يوركزين
- إل كازادور - كارلوس
- ميغامان ستار فورس - داميان
- شيكاباني هيمي: أكا - والد هيكارو يوتسوها
- هايسكول اوف ذا ديد - الرجل الأسمر
- فل ميتال بانيك! - ريونوسكي أكاساكا
- هاكابا كيتارو - معلم
- فايري تايل - براين، زيرو, مساعد عصابة هز المؤخرة، لابوانت
- أبطال الكرة - مدير مدرسة النسور، والد سِدّ, مدرب فريق الشاطئ
- حفيد نوراريهيون: عاصمة العفاريت - هايغو كيكاين
- بليد - روم
- هيوغيمونو - هوجو أوجيناو
- يوميات المستقبل - ريوجي كوروساكي
- مغامرة جوجو الغريبة - تاركوس
- كيل لا كيل - إيرا غاماغوري
- هاجيمي نو إيبو Rising - لاري برنارد
- بلاد لاد - فرانكن
- تيلز أوف إيتيرنيا ذي أنيميشن - إفريت
- سورد آرت أونلاين - كورفاتز
- مصارع السومو الجريء ماتسوتارو!! - إينوكاوا
- سأتحول إلى فتاة تسريحة الذيلين! - دراغيلدي
- أكاديميتي للأبطال - إنديفر
- فيت/أبوكريفا - كاستر الأحمر
- كاتسوغيكي: توكين رانبو - هيجيكاتا توشيزو
- أنا ساكاموتو - ماروياما-سينباي
- مونتو - غاس
- حياتي العادية - مانابو تاكاساكي
- كاردفايت!! فانغارد - تيتسو شينجو
- كاردفايت!! فانغارد (2018) - تيتسو شينجو
- راديان - دون بوسمان
- بوروتو: ناروتو نكست جينيريشنز - غيكّو
- سيف قاتل الشياطين - شيطان العنكبوت الأب
- دوروهيدورو - تانبا
- البركة لهذا العالم الرائع! - الهائج
- البركة لهذا العالم الرائع! 2 - الهائج

### أوفا أنمي
- تسوباسا طوكيو ريفيليشن - كوروغاني
- تسوباسا شونرايكي - كوروغاني

### أفلام أنمي
- تسوباسا كرونيكل: أميرة بلد أقفاص الطيور - كوروغاني
- ون بيس: أميرة الصحراء والقراصنة - مستر 1
- ون بيس ستامبيد - ريتشي
- فيلم بليتش: ذا دياموند داست ريبيليون, هيورينمارو آخر - ساجين كومامورا
- فيلم بليتش: فيد تو بلاك, أنادي اسمك - ساجين كومامورا
- كاردفايت!! فانغارد: نيون ميسايا - تيتسو شينجو
- دراغون بول Z: إعادة إحياء "F" - شيسامي
- دراغون بول سوبر: برولي - نابا
- سلسلة أفلام فيت/ستاي نايت Heaven's Feel
  - فيت/ستاي نايت Heaven's Feel: الفصل الأول: presage flower - أساسين الحقيقي
  - فيت/ستاي نايت Heaven's Feel: الفصل الثاني: lost butterfly - أساسين الحقيقي
- برومير - فاريس تراس

## أدواره في ألعاب الفيديو
- سنغوكو باسارا: ساموراي هيروز - مونيشيغي تاتشيبانا
- مارفل فرسس كابكوم 3 - آرثر
- ألتيميت مارفل فرسس كابكوم 3 - آرثر
- تيلز أوف سيمفونيا - إفريت
- تيلز أوف ليجنديا - كيرتيس
- بليد آركوس فروم شاينينغ - فنرير

## أدواره في الدبلجة اليابانية
- باتمان: الجرأة و الشجاعة - بوانا بيست

## وصلات خارجية
- تيتسو إينادا على موقع IMDb (الإنجليزية)
- تيتسو إينادا على موقع ميوزك برينز (الإنجليزية)
- تيتسو إينادا على موقع أول موفي (الإنجليزية)
- تيتسو إينادا على موقع ديسكوغز (الإنجليزية)
- تيتسو إينادا على موقع قاعدة بيانات الفيلم (الإنجليزية)
- تيتسو إينادا على موقع ANN person (الإنجليزية)